# Памятник Сталину (Музеон)
Памятник Сталину работы скульптора С. Д. Меркурова расположен в парке искусств «Музеон» в Москве.

## История
К работе над памятником Сталину скульптор Меркуров приступил в начале 1930-х годов. Сперва он выполнил гранитный бюст. В 1935 году Меркуров изготовил большую гипсовую модель скульптуры, а затем начал высекание из гранита.
В 1937 году в Дубне на канале имени Москвы были установлены памятники Ленину и Сталину. С. Д. Меркуров так описывал свою скульптуру:
…И. В. Сталин изображён стремительно шагающим вперёд твёрдой, уверенной поступью. Правая рука его привычным жестом заложена за борт тужурки, левая сжимает свиток Конституции. В спокойном выражении лица переданы величие и стальная воля вождя трудящихся
Уменьшенные копии этих памятников экспонировалась на Всемирной выставке 1939 года в Нью-Йорке. По своим размерам, материалу и композиции памятник Сталину с Нью-Йоркской выставки совпадает с представленным в Парке Искусств. А памятник Ленину, экспонировавшийся на всемирной выставке, в 1946 году был установлен на Бессарабской площади Киева.
Согласно решению Московского Городского Совета народных депутатов от 24 октября 1991 года памятник Сталину был перенесён в Парк Искусств. Скульптура была серьёзно повреждена, поэтому была проведена её реставрация.
В 1998 году рядом с памятником скульптором Е. И. Чубаровым создана композиция, посвящённая жертвам сталинских репрессий.

## Описание памятника
Изготовлен из розового гранита. У скульптуры отколоты нос и ступни.
Памятник представляет историческую и художественную ценность. Скульптура упоминается во многих учебниках по монументальному искусству. Памятник является одним из образцов мемориалов эпохи сталинизма.